# Leopold I. Habsburški
Leopold I. (Beč, 4. kolovoza 1290. – Strasbourg, 28. veljače 1326.) zvan Slavovrjedni ili Mač Habsburga bio je vojvoda Austrije i Štajerske. Vladao je zajedno sa svojim bratom Fridrikom III. Lijepim.